# Vivianne Asseyi
Vivianne Asseyi és una centrecampista/davantera de futbol internacional per França des del 2013. Va ser convocada per a l'Eurocopa 2013 després de la lesió de Laëtitia Tonazzi.

## Trajectòria
| Temporades    | Lliga             | Club               | P   | G  | Actualitzat |
| ------------- | ----------------- | ------------------ | --- | -- | ----------- |
| 08/09 - 09/10 | D2                | FC Rouen           | 025 | 23 |             |
| 09/10 - 15/16 | D1                | Montpellier HSC    | 124 | 42 |             |
| 16/17 - act.  | D1                | Olympique Marsella | 012 | 05 | 10/02/2017  |
|               |                   |                    |     |    |             |
| 2008 - 2009   | Selecció sub-17   | Selecció sub-17    | 015 | 06 |             |
| 2010 - 2012   | Selección sub-19  | Selección sub-19   | 016 | 04 |             |
| 2013 - act.   | Selecció absoluta | Selecció absoluta  | 013 | 0  | 10/02/2017  |